# Commandement de la défense aérospatiale de l'Amérique du Nord
Le Commandement de la défense aérospatiale de l'Amérique du Nord (North American Aerospace Defense Command, ou NORAD) est une organisation américano-canadienne dont la mission est la surveillance de l'espace aérien nord-américain, créée le 1er août 1957 et devenant effective le 12 mai 1958.
Depuis mai 2006, le NORAD effectue également une mission d'avertissement maritime, qui nécessite un arrangement partagé des activités conduites par les deux nations sur les approches maritimes et les voies navigables.
Initialement créé sous le nom de « Commandement de la défense aérienne de l'Amérique du Nord », le NORAD change de nom en mars 1981, en remplaçant le terme « aérienne » par « aérospatiale ».

## Description
La surveillance aérospatiale ou « tactique intégrée de surveillance et évaluation de l'attaque » (ITW/AA) couvre le contrôle des objets volants humains ainsi que la détection, la validation et l'alerte à la suite d'attaques contre l'Amérique du Nord par des avions, missiles ou véhicules spatiaux. Le contrôle spatial inclut la surveillance de l'espace aérospatial canadien et américain. Il s'agit d'un élément déterminant de la défense antimissile.
L'organisation est dirigée par un commandant en chef (CINC) nommé à la fois par le président des États-Unis et par le Premier ministre du Canada. Il est basé à la Peterson Air Force Base au Colorado à Colorado Springs, à côté de l'ancien centre d'opérations de Cheyenne Mountain qui était le collecteur central et coordinateur des systèmes de détection jusqu'en 2008.

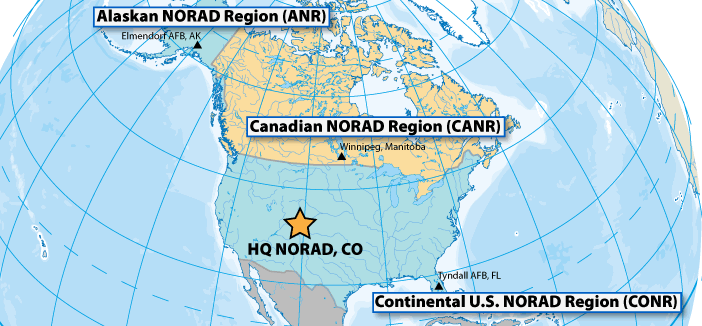
La zone opérationnelle du NORAD est divisée en trois régions : lAlaskan Norad Region, le Canadian Norad et le Continental U.S Norad.

L’Amérique du Nord a été divisée en trois régions aux fins de la réalisation de la mission du NORAD; les commandants de ces régions relèvent du QG NORAD :
- la région alaskienne du NORAD (RA NORAD) / Alaskan NORAD Region (ANR) ;
- la région canadienne du NORAD (RC NORAD) / Canadian NORAD Region ;
- la région continentale des États-Unis du NORAD (région CONUS NORAD) / Continental U.S. Region (CONR).

En 2012, Le commandant de chacune des régions occupe deux fonctions, comme suit :
- le commandant de la RA NORAD est aussi le commandant de la 11e Force aérienne des États-Unis, activé dans ce rôle depuis le 6 décembre 1985; quartier général : Elmendorf Air Force Base en Alaska ;
- le commandant de la RC NORAD est aussi le commandant de la 1re Division aérienne du Canada, activé dans ce rôle le 31 juillet 1997; quartier général : Base des Forces canadiennes Winnipeg au Manitoba ;
- le commandant de la région CONUS NORAD est aussi le commandant de la 1re Force aérienne des États-Unis, activé dans ce rôle 1er novembre 2007; quartier général : Tyndall Air Force Base en Floride.

Ils sont coordonnés par le CINC et effectuent les opérations de contrôle pour leur zone.
Traditionnellement, l'officier commandant est Américain et le directeur est Canadien. En 2005, l'officier commandant est le lieutenant général Ralph E. « Ed » Eberhart de l'US Air Force qui dirige également le United States Northern Command (NORTHCOM). À ce titre, c'est lui qui avait en partie au moins la mission de protection aérienne de la ville de New York le 11 septembre 2001. Le directeur est le lieutenant général Eric Findley (de l'armée de l'air canadienne).
Le NORAD et le NORTHCOM n'ont pas de lien direct avec le département de la Sécurité intérieure des États-Unis, mais les deux organisations coordonnent l'entraînement et planifient les missions du NORTHCOM.

## Historique

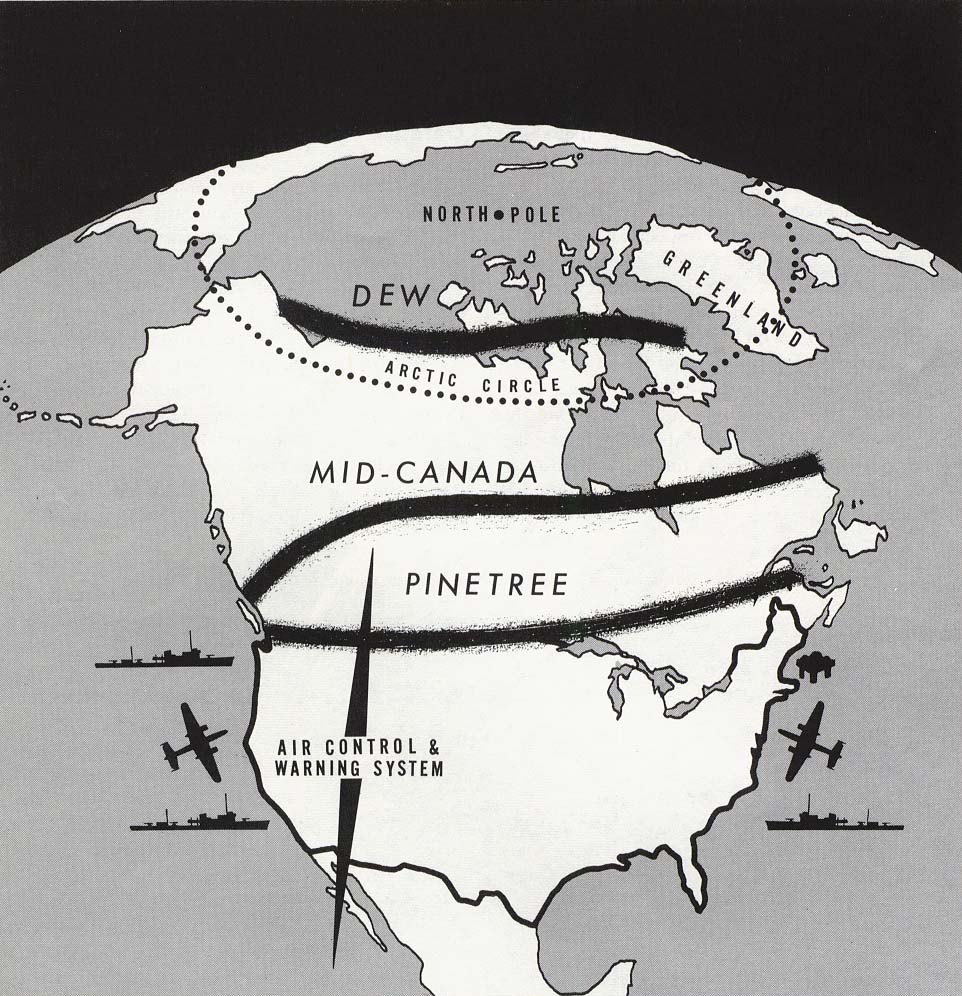
Représentation sommaire des trois lignes de défense en Amérique du Nord à la fin des années 1950.

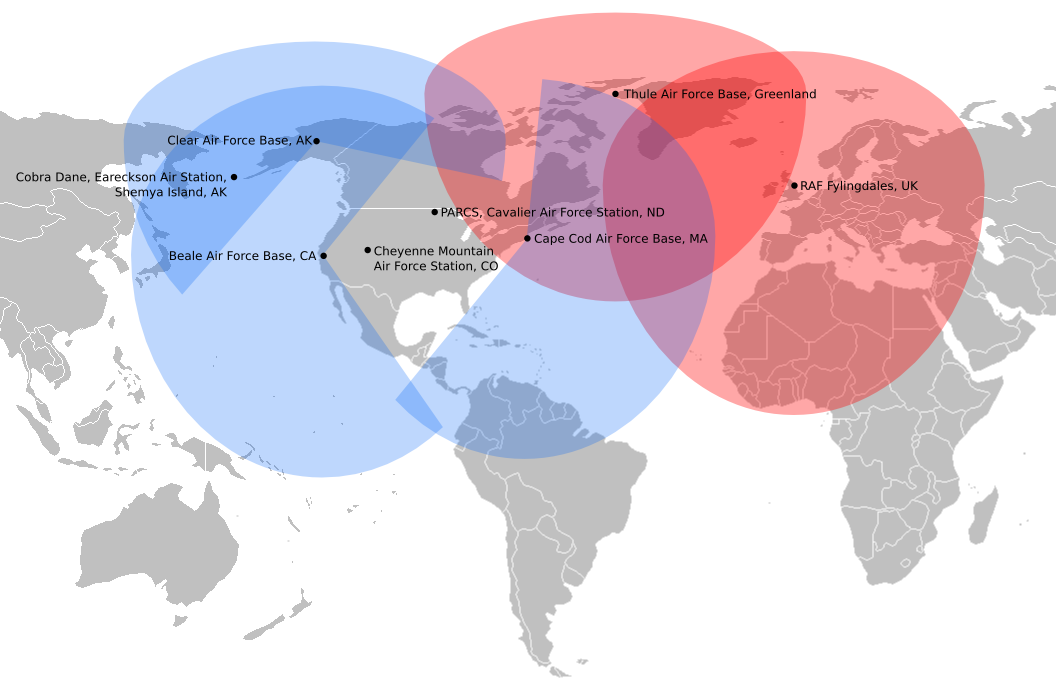
Carte du système radar Ballistic Missile Early Warning System d'alerte missile.

La perception croissante d'une menace soviétique liée aux armes nucléaires à longue portée (via l'aviation à long rayon d'action, puis les ICBM et les SLBM) a incité Américains et Canadiens à développer leur coopération en matière de défense aérienne.
Au début des années 1950, ils décident de construire une série de stations radar à travers l'Amérique du Nord pour faire face à la menace d'une attaque soviétique depuis le pôle Nord.
La première série de radars, terminée en 1954, s'appelle la ligne Pinetree et est composée de trente-trois stations placées au sud du Canada. Cependant, les défauts techniques du système ont pour conséquence la création de nouveaux réseaux de radars.
En 1957, le McGill Fence (barrière) est terminé. Il s'agit d'un réseau de radars à effet Doppler détectant les aéronefs volant à basse altitude, placé à environ 300 miles au nord de la ligne Pinetree, le long du 55e parallèle.
Le troisième système commun s'appelle le Distant Early Warning Line (DEW Line) et est également terminé en 1957. Il s'agit d'un réseau de 57 stations le long du 70e parallèle. Ce système prévient environ 3 heures à l'avance d'une attaque avant qu'elle n'atteigne une zone à forte concentration de population. Les attaques au-dessus de l'Atlantique ou de l'océan Pacifique auraient été détectées par les avions de guet aérien, les navires de guerre ou les radars des plateformes marines. Le commandement et le contrôle de ce système par le réseau informatique Semi-Automatic Ground Environment (SAGE) en service jusqu'en 1984 sont alors devenus un défi significatif.
L'annonce par les États-Unis et le Canada de la création d'un commandement intégré, le North American Air Defense Command, eut lieu le 1er août 1957, mettant fin aux discussions en cours depuis le début des années 1950. Les opérations débutent le 12 septembre à Ent dans le Colorado. L'accord formel a été signé par les deux gouvernements le 12 mai 1958.
Au début des années 1960, 250 000 personnes étaient impliquées dans les opérations du NORAD. L'émergence de la menace ICBM et SLBM devient réelle. En réponse, un système de surveillance spatiale et d'alerte missile est mis en place afin de détecter de tracer et d'identifier tout objet spatial dans le monde entier utilisant entre autres les satellites d'alerte précoce Midas.
L'extension des missions du NORAD à l'espace a pour conséquence l'ajout du terme « aérospatial » à son nom.
Depuis 1963, la force aérienne sous le commandement, pour le territoire des États-Unis du Aerospace Defense Command, a été réduite et les systèmes obsolètes détruits. Mais les efforts de protection contre une attaque de missiles balistiques ont augmenté : deux centres opérationnels souterrains ont été construits, à Cheyenne Mountain et à North Bay en Ontario.
Au début des années 1970, la destruction mutuelle assurée a eu pour conséquence une diminution du budget de la Défense et un repositionnement des missions du NORAD afin d'assurer l'intégrité de l'espace aérien en temps de paix. En 1979, les moyens du Aerospace Defense Command sont repris par le Tactical Air Command et le Strategic Air Command et ce commandement est dissous le 31 mars 1980.

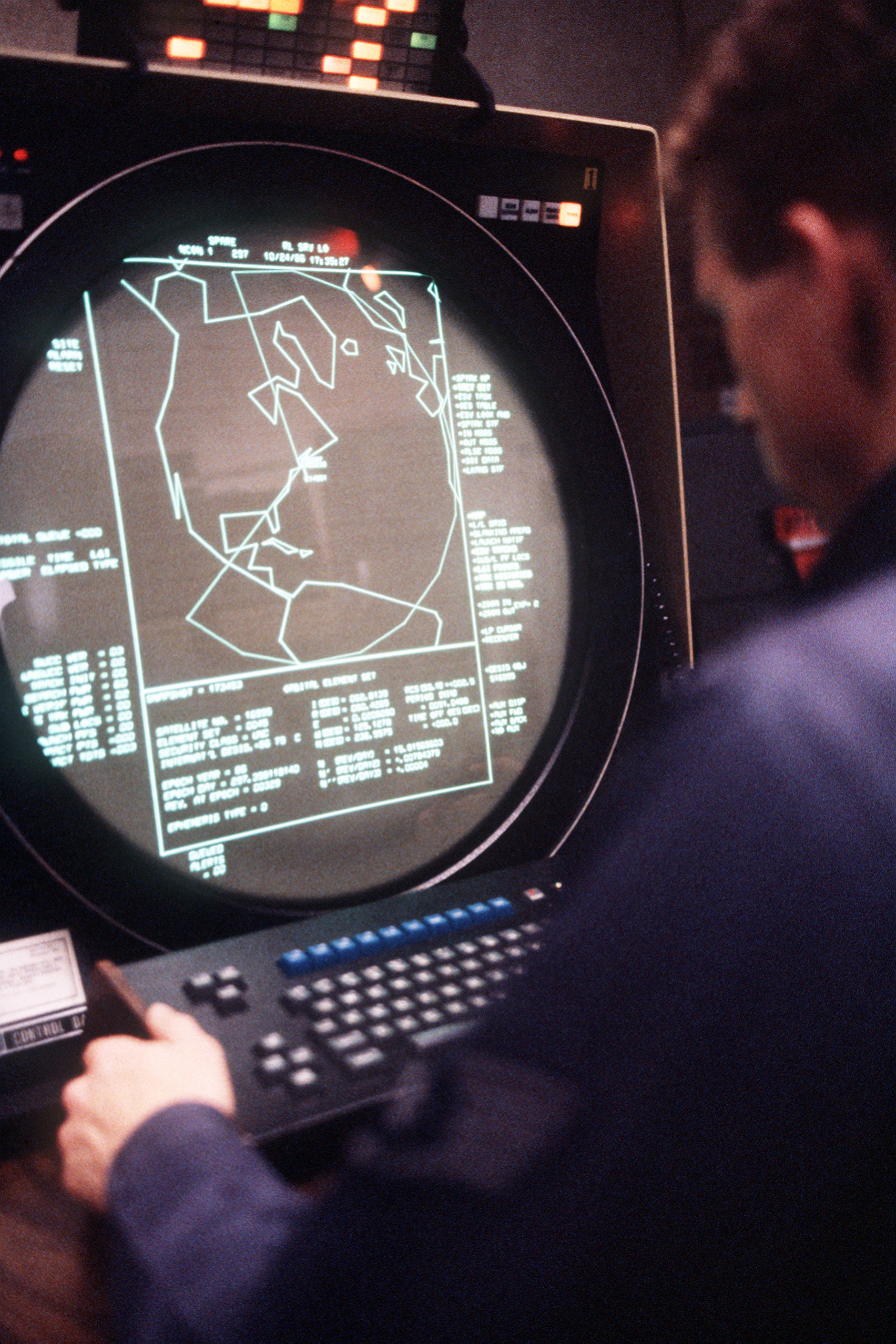
Écran du radar AN-FPS-115 Pave Paws de la station du Cap Cod en 1986.

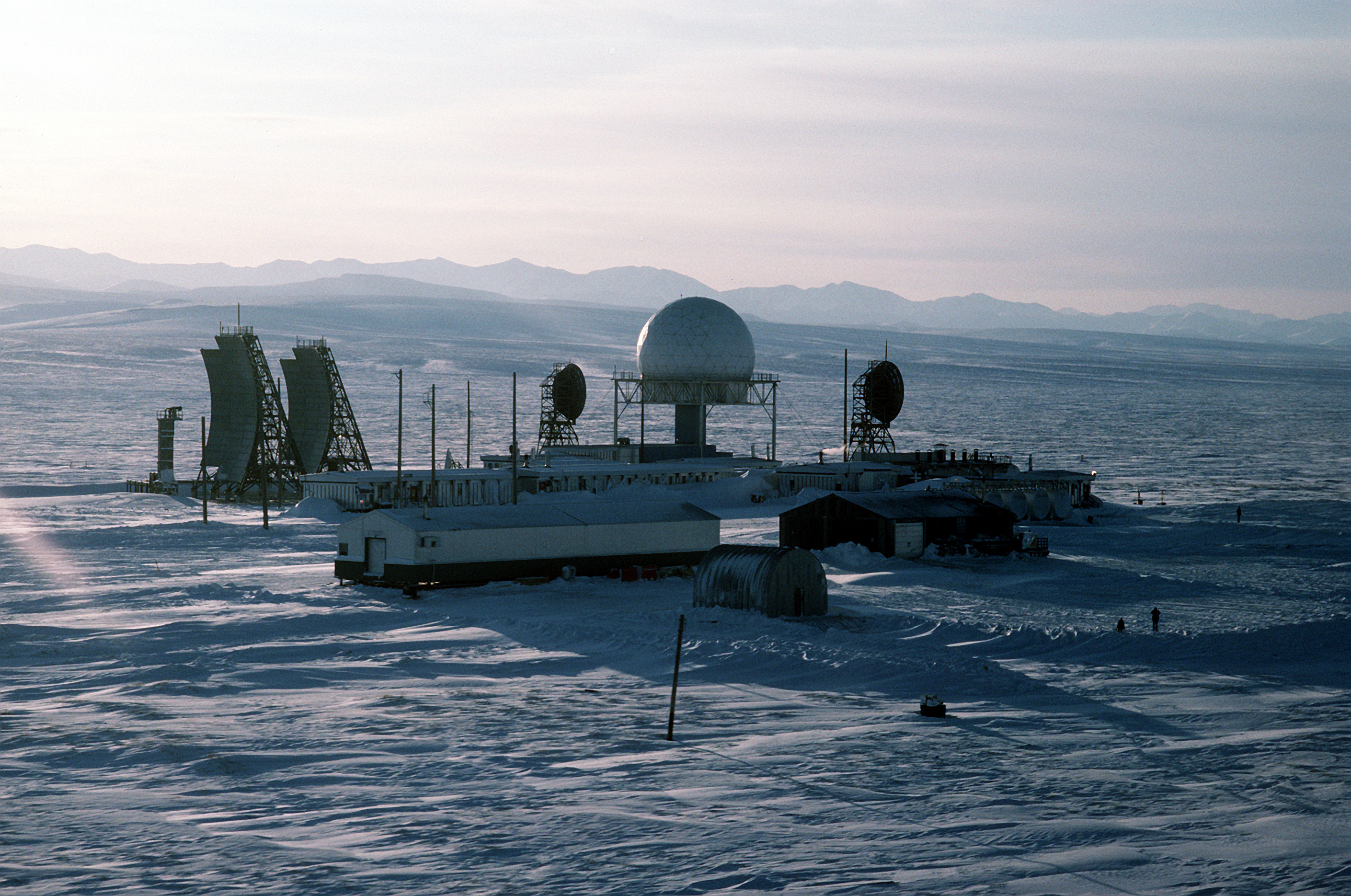
Station de la ligne DEW à Point Lay en Alaska en 1987.

En 1979, l'accord américano-canadien sur la nécessité d'une modernisation de la défense aérienne mit un coup d'arrêt aux restrictions. La ligne DEW devait être remplacée par une ligne de radars arctiques appelée « système d'alerte du Nord » (NWS). Le radar « Over-the-Horizon Backscatter » (OTH-B) devait être déployé. On devait attribuer au NORAD des matériels de combat plus avancés, ainsi que des avions à système de contrôle et d'alerte aéroporté, les AWACS. Les gouvernements acceptent ces recommandations en 1985. D'autre part, en septembre 1985, un nouveau commandement spatial des États-Unis est formé comme adjoint, mais non comme composante du NORAD.
Le SAGE devenu désuet au fil du temps est remplacé par le système de surveillance interarmes (Joint Surveillance System - JSS), au début des années 1980, grâce aux progrès accomplis dans le domaine de l’informatique. Aux États-Unis, la mise en service du JSS allait permettre au NORAD et à l’Agence fédérale de l’aéronautique de partager des données radars pour la toute première fois.
À la fin de la guerre froide, la mission du NORAD est réévaluée. À partir de 1989 et afin d'éviter les coupes budgétaires, le NORAD fut chargé des opérations de lutte anti-drogue, par exemple en suivant les petits avions transporteurs.
La DEW line a néanmoins été remplacée, mais de façon réduite, de 1986 à 1995, par le « système d'alerte du Nord » (North Warning System, NWS), qui regroupe quinze stations de radars longue portée (onze au Canada, quatre en Alaska) et 39 stations de radars courte portée (36 au Canada, trois en Alaska) disséminées d'un bout à l'autre de la partie septentrionale de l'Alaska et du Canada et le long de la côte du Labrador sur une bande de 4 800 kilomètres de long et de 320 kilomètres de large, de même que le réseau de télécommunications nécessaire au raccordement de ces radars avec les centres régionaux de contrôle opérationnel (CRCO).
Le site Cheyenne Mountain a également été amélioré. Cependant, aucun des radars OTH-B ne fonctionne aujourd'hui.

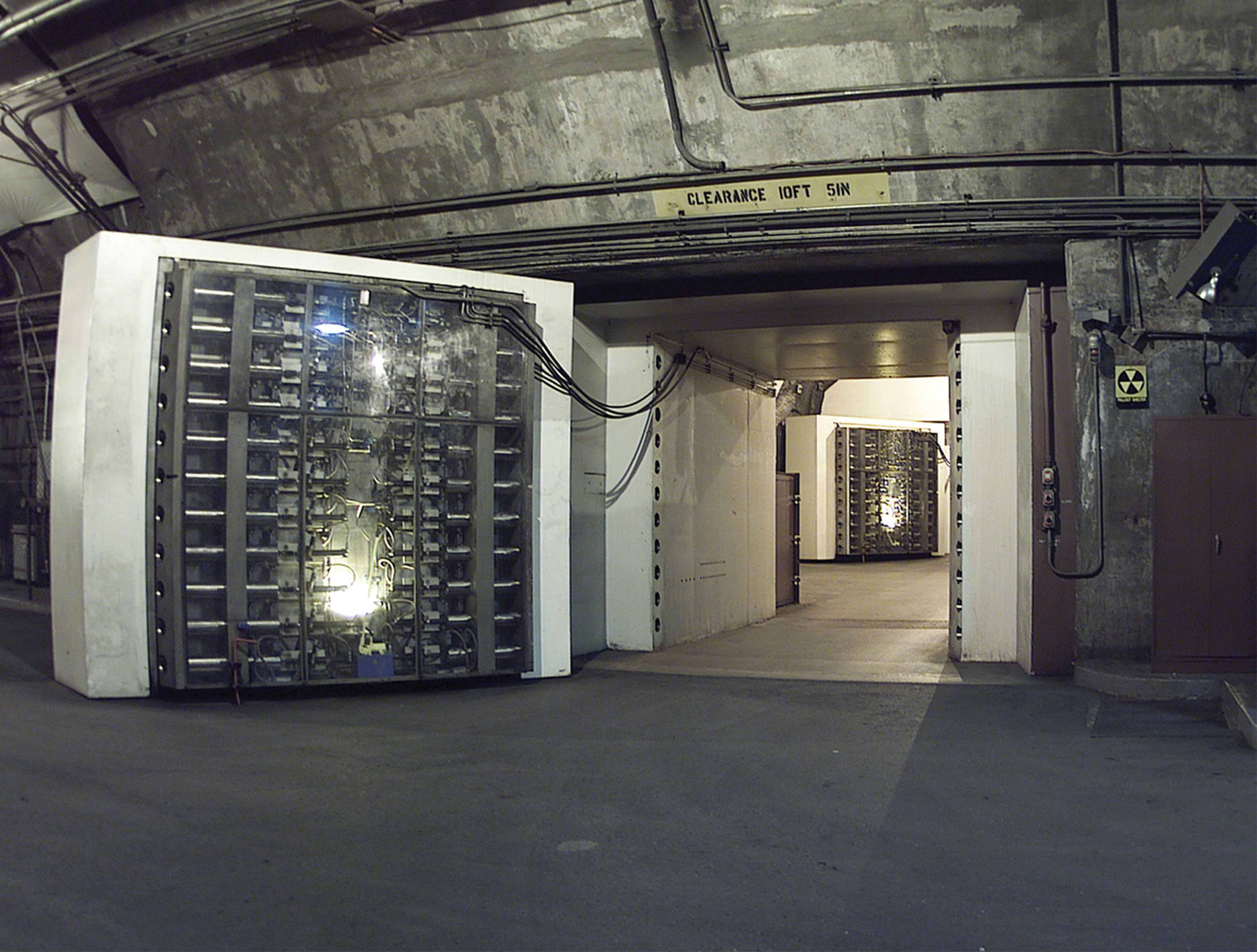
La porte anti-explosion Nord de 25 tonnes dans le bunker nucléaire du NORAD à Cheyenne Mountain est l'entrée principale d'une autre porte anti-explosion (arrière-plan), au-delà de laquelle le tunnel latéral se ramifie en tunnels d'accès aux chambres principales.

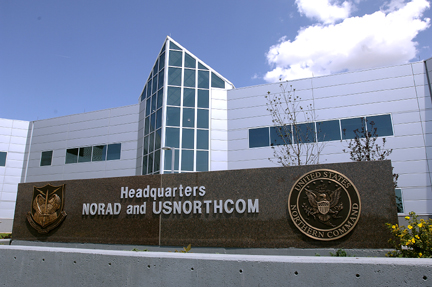
Le quartier-général du NORAD de 2006 à 2015, avant son retour à Cheyenne Mountain.

Durant la guerre du Golfe, les satellites militaires et autres détecteurs installés dans le cadre de son Defense Support Program pour détecter les tirs de missiles ont fourni des informations au NORAD sur les lancements de missiles Scud par l'armée irakienne, ce qui a permis d'alerter les batteries de MIM-104 Patriot dans les régions des cibles visés.
Depuis le 14 septembre 2001, l'opération Noble Eagle, une protection de l'espace aérien nord-américain 24 heures sur 24 avec des chasseurs en alerte permanente, est en cours.
Le 29 juillet 2006, un porte-parole annonce que NORAD et le NORTHCOM (Commandement nord de l'armée américaine) déplacent leurs opérations de Cheyenne Mountain à la base aérienne de Peterson à Colorado Springs, le quartier-général du NORAD. Ce déménagement durera deux ans et 700 personnes resteront sur le site de la base souterraine, devenue un des symboles de la guerre froide.
En août 2006, un nouvel accord canado-américain sur le NORAD entre en vigueur, incluant des dispositions relatives au domaine maritime « à durée indéterminée » et sujettes à des révisions périodiques.
En mars 2007, le comité sur les forces armées du Sénat américain confirme le renouvellement officiel de cet accord, qui inclut un système d’alerte maritime.
En avril 2015, face aux menaces que représentent les impulsions électromagnétiques sur les systèmes sensibles, le Pentagone a voté le retour du centre de communication du NORAD à Cheyenne Mountain, dont le matériel sera mis à jour pour un contrat de 700 millions de dollars avec le groupe Raytheon Corporation.
Le 11 février 2023 a 20h41 GMT, dans le cadre de l'incident des ballons chinois de 2023, un « objet cylindrique non identifié » est abattu à 12 000 m d'altitude par un Lockheed Martin F-22 Raptor dans le Yukon au Canada, à environ 160 km de la frontière entre le Canada et l'Alaska. Il s'agit du premier appareil détruit lors d'une mission aérienne du Commandement de la défense aérospatiale de l'Amérique du Nord.

## Moyens de surveillance spatiale

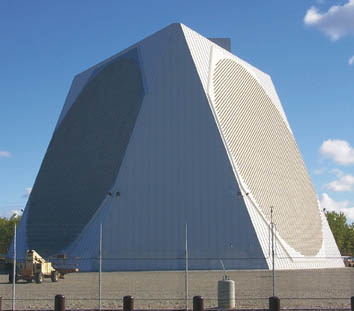
Radar tridimensionnel à balayage électronique en Alaska.

Son centre de commandement, le Space Surveillance Center, était, depuis 1966, enfoui sous la montagne Cheyenne, près de Colorado Springs, dans l'État du Colorado. En 2008, il est regroupé avec le quartier-général de l'organisme à la base aérienne de Peterson.
Cependant, en avril 2015, le Pentagone prend la décision de déplacer à nouveau le commandement du NORAD vers la base de Cheyenne Mountain, en raison de la menace potentielle liée aux attaques IEM. La base militaire, profondément enfouie sous le mont Cheyenne et dotée d'épaisses portes blindées, permet aux installations du NORAD de rester totalement opérationnelles en cas d'attaque électromagnétique.
À partir des éléments fournis par un réseau de radars et de systèmes optiques répartis sur les cinq continents, il suit tous les objets en orbite autour de la Terre (débris spatiaux). Les plus petits objets que les radars puissent discerner en orbite basse dans les années 1980 mesurent 10 cm ; la limite de détection passe à un mètre pour un objet situé à environ 4 000 km.

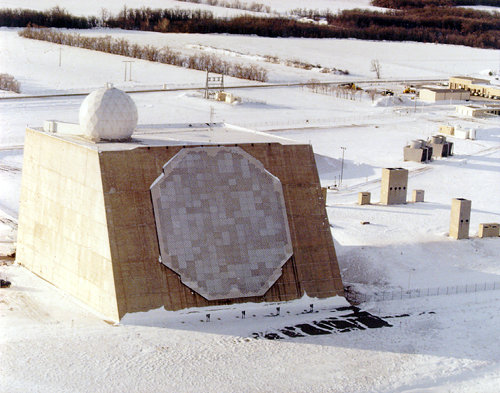
Station radar de Cavalier dans le Dakota du Nord.

Plus performante, la surveillance optique permet de photographier des objets de 10 cm jusqu’à 8 000 km et de 25 cm sur l’orbite des satellites géostationnaires.
Le SSC reçoit en moyenne 40 000 observations quotidiennes, qui lui permettent notamment de prévoir les dates et lieux de retombée d’objets spatiaux et de prévenir les nations concernées. Le catalogue établi par le Spadoc (Space Defense Operation Center), le département spatial du NORAD, recense chaque objet spatial lancé depuis Spoutnik 1, en 1957.
Les principaux radars qui forment le réseau du NORAD sont installés en Alaska, au Groenland (base aérienne de Thulé) et en Écosse. D’autres ont été mis en service au cap Cod dans le Massachusetts, en Géorgie, en Californie, au Texas et dans le nord du Dakota du Nord. Cette couverture a été complétée dans les années 1990 par de nouveaux radars transhorizon, capables de porter jusqu’à 3 000 km par réflexion sur l’ionosphère, et par des radars de grande puissance Haystack, qui permettent de suivre des débris de 1 cm seulement.
Les systèmes optiques ont longtemps consisté en un réseau de télescopes-caméra du type Baker-Nunn, dotés d’un obturateur tournant. Ce réseau est complété depuis le début des années 1990 par un nouveau système, le GEODSS (« Ground-based Electro-Optical Deep Space Surveillance ») qui compte cinq stations. Chaque installation comprend deux télescopes d'1 m d’ouverture et plus petit de 40 cm, reliés à des caméras vidéo dont les images alimentent directement un ordinateur. Ce système a toutefois le gros inconvénient de ne fonctionner que la nuit et par ciel dégagé.

## NORAD et vols civils
La Federal Aviation Administration (FAA) est chargée d'administrer les vols commerciaux et privés dans l'espace aérien des États-Unis et Nav Canada (NavCan) a un rôle similaire au Canada. Lorsqu'un tel vol cesse de respecter le plan de vol qui lui est imposé par le contrôle aérien, ou de répondre aux appels radio ou encore d'envoyer son signal d'identité, la FAA et NavCan ont l'obligation de signaler au NORAD l'incident et doit fournir aux militaires les informations propres à localiser l'avion le plus rapidement possible aux fins d'interception. Sur la base de cette procédure, le NORAD a ainsi effectué 129 sorties durant l'année 2000.
Jusqu'à fin mai 2001, les commandants des bases aériennes bénéficiaient d'une autonomie de décision quant aux modalités de l'interception d'un tel avion et avaient le pouvoir de le faire abattre. Cette procédure a été remplacée par l'obligation de rapporter à l'échelon supérieur la survenue de tels incidents et, quant à l'interception, par l'obligation d'attendre les ordres du département de la Défense des États-Unis ou du ministère de la Défense nationale canadien.

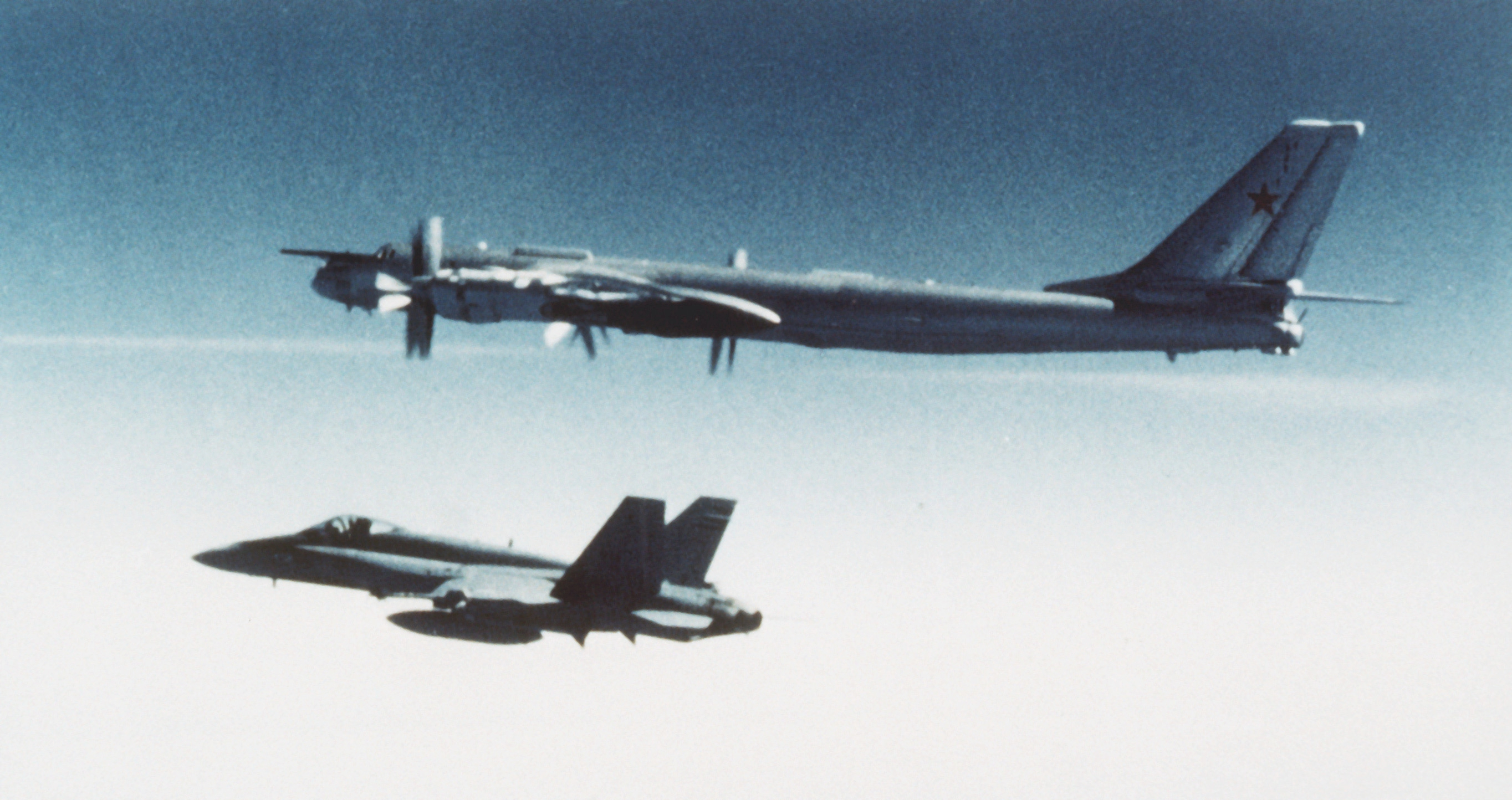
Un chasseur CF-18 Hornet escortant un Tu-95 de l'aviation soviétique en 1987.
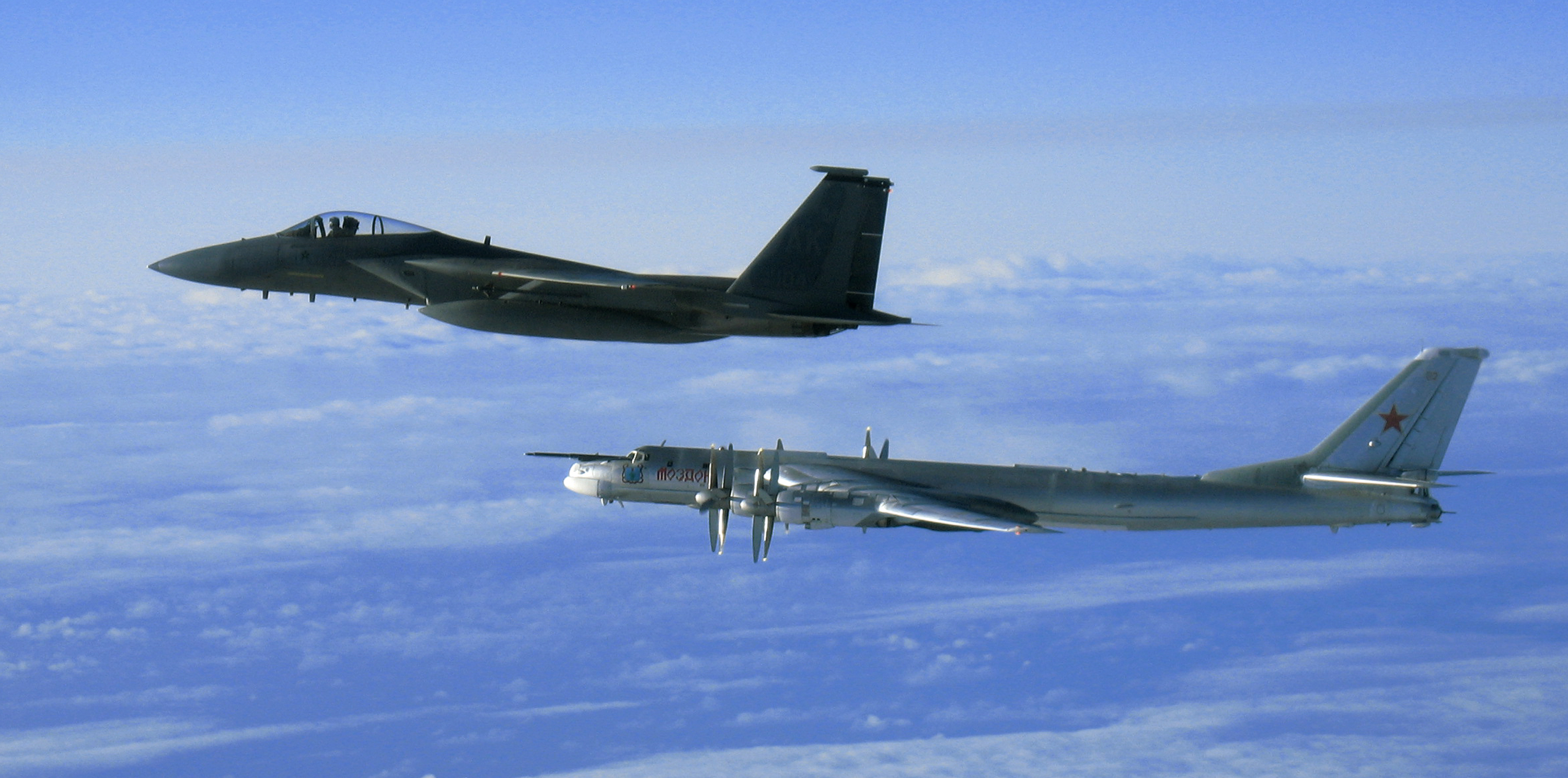
Un chasseur F-15 Eagle escortant un Tu-95 de l'armée de l'air russe en 2006.

## Dans les médias

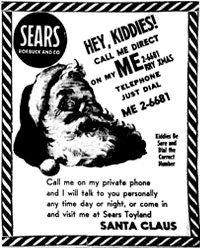
Affiche publicitaire de Sears de 1955 à l'origine du projet.

Le NORAD fait une apparition publique chaque année au moment de Noël lorsqu'il prétend suivre à la trace le Père Noël dans sa distribution de jouets aux enfants du monde.
Cette tradition remonterait à 1955, à la suite d'un appel erroné sur le « téléphone rouge » du NORAD effectué par un enfant qui souhaitait appeler directement le Père Noël. En décembre de cette année, la chaîne de grands magasins Sears publie une annonce dans un journal local du Colorado, pour proposer d'appeler le Père Noël au numéro indiqué dans l'annonce. Mais, en raison d'une erreur d'impression, le numéro indiqué est celui du NORAD.

## Dans la culture populaire

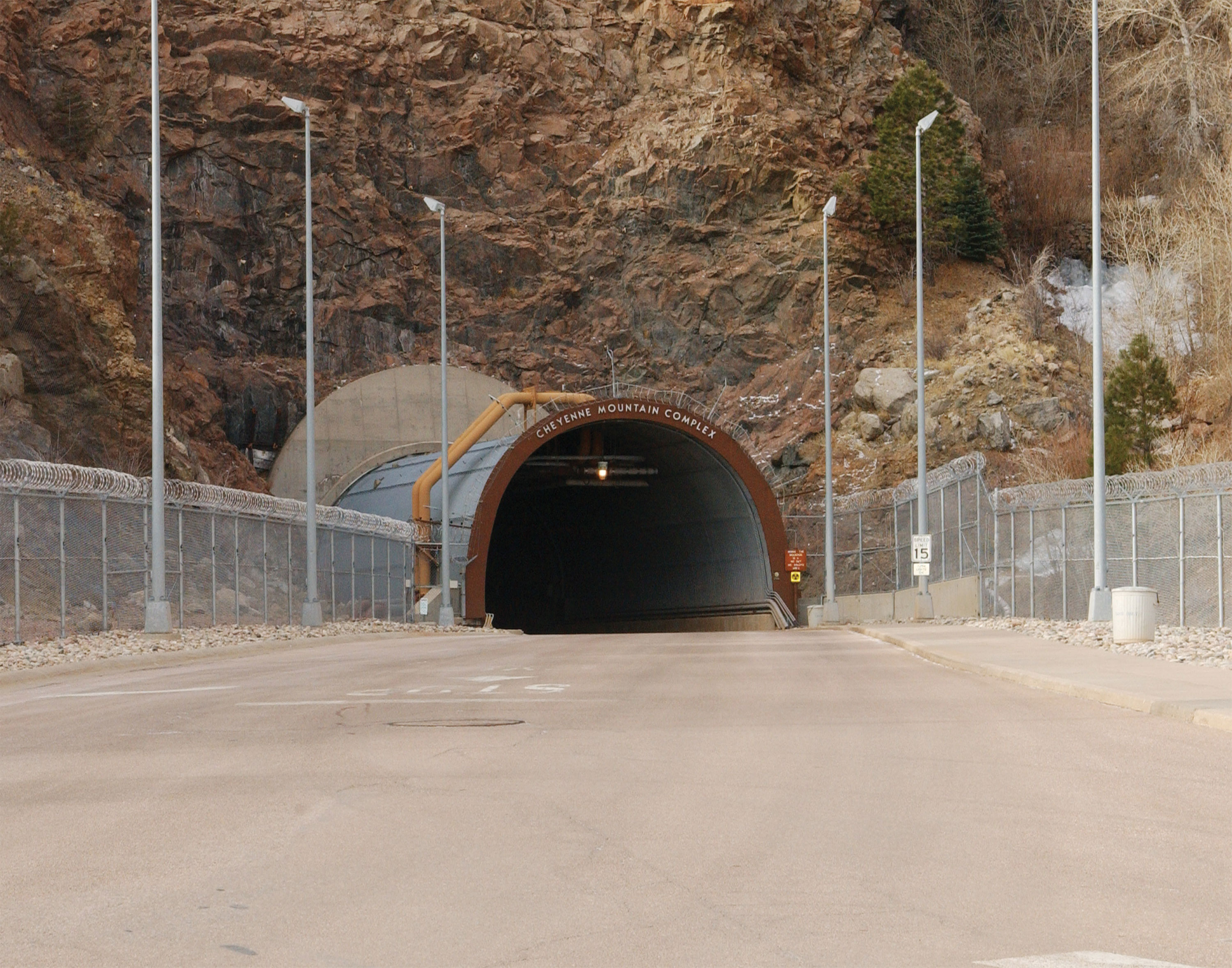
Entrée nord du centre de contrôle de Cheyenne Mountain, une des images emblématiques de ce commandement, notamment dans le film WarGames et la série Stargate SG-1.

Le NORAD est mentionné dans de nombreuses œuvres de fiction, que ce soit des techno-thrillers, des romans de science-fiction ou dans plusieurs films et diverses séries télévisées.

### Cinéma
- Dans WarGames (1983) de John Badham, le centre de contrôle de Cheyenne Mountain fait partie de l'intrigue du film.
- Dans Independence Day (1996) de Roland Emmerich, le NORAD abrite l’état-major et le vice-président des États-Unis ; il est détruit par les extra-terrestres.
- Dans Interstellar (2014) de Christopher Nolan, le NORAD est le centre secret (secret, car il abrite la NASA qui travaille aux missions de départ et colonisation d’autres mondes) dont les coordonnées sont communiquées par l’anomalie gravitationnelle de la bibliothèque de Murph’, la fille de Cooper, le héros.

### Télévision
- Dans les séries télévisées de l'univers Stargate, le quartier-général du Stargate Command se situe dans le complexe de Cheyenne Mountain.
- Le complexe du Norad apparaît dans la série les Envahisseurs dans l'épisode Alerte rouge.

### Jeux vidéo
- Dans Starcraft, le nom NORAD est utilisé (un des vaisseaux amiral de la flotte Terran est nommé Norad II)
- Dans Infestation: Survivor Stories, l'extérieur d'une base similaire et portant le même nom apparaît.
- Dans Call of Duty: Modern Warfare 2, le NORAD est piraté par les extrémistes russes, ce qui leur permet de camoufler leur invasion des États-Unis.
- Dans le jeu de société Earth Reborn
- Dans une extension de Wasteland 3, le QG du NORAD joue un rôle important, elle renferme une technique qui exploite l'explosion d'une bombe atomique. On peut également visiter diverse labo et salle de stockage de déchets nucléaires et de bombe H .